# LoveGame
„LoveGame” este un cântec al interpretei americane Lady Gaga pentru albumul ei de debut, The Fame (2008). Produsă de RedOne, piesa a fost lansată ca cel de-al treilea disc single extras de pe album în America de Nord și Europa, în timp ce în Australia, Noua Zeelandă și Suedia a fost al patrulea single, după „Eh, Eh (Nothing Else I Can Say)”. Cântecul a fost lansat, de asemenea, ca cel de-al patrulea single în Regatul Unit, după „Paparazzi”.
Criticii de specialitate au apreciat ritmul piesei și ante-refrenul „I wanna take a ride on your disco stick”. Solista a explicat că termenul „disco stick” este un eufemism pentru cuvântul penis, iar inspirația din spatele cântecului a fost atracția sexuală pe care a simțit-o față de un străin, într-o noapte în club. Din punct de vedere muzical, piesa are o energie asemănătoare cu cea a discotecilor underground din New York, în timp ce versurile vorbesc despre dragoste, faimă și sexualitate, temele centrale ale albumului The Fame. Cântecul a avut parte de numeroase remixuri, inclusiv unul realizat în colaborare cu rockerul Marilyn Manson. „LoveGame” a fost un succes comercial, devenind un șlagăr de top 10 în Statele Unite, Australia, Noua Zeelandă, Canada, Franța, Germania și alte țări europene. Piesa a devenit cel de-al treilea single consecutiv al artistei care să ocupe locul unu în clasamentul Billboard Mainstream Top 40 și a primit, de asemenea, o certificare cu triplu disc de platină din partea Recording Industry Association of America.
Videoclipul cântecului „LoveGame” a fost regizat de Joseph Kahn și o prezintă pe Gaga dansând într-un metrou subteran și într-o parcare. Videoclipul a adus un omagiu atât pentru stilul de viață din New York, cât și pentru modă, fani și eleganță. Acesta prezintă influențe din videoclipul lui Michael Jackson pentru piesa „Bad”, filmat, de asemenea, într-un metrou subteran. Videoclipul cântăreței a fost interzis spre difuzare la posturile de televiziune din Australia datorită conținutului său sexual. „LoveGame” a fost interpretat în numeroase apariții live, inclusiv în turneele The Fame Ball Tour, The Monster Ball Tour, Born This Way Ball și Joanne World Tour.

## Informații generale

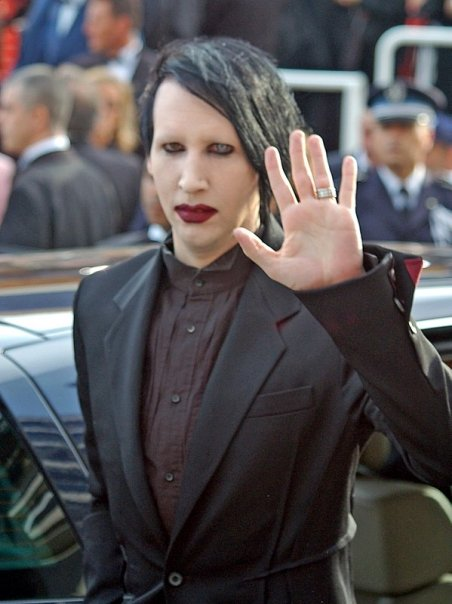
Un remix al cântecului „LoveGame” include vocea lui Marilyn Manson.

Spre finalul anului 2007, compania de management a lui Lady Gaga i-a făcut cunoștință solistei cu textierul și producătorul RedOne. Începând cu anul 2008, Gaga s-a mutat în Los Angeles din dorința de a lucra intens alături de casa de discuri pentru a-și termina materialul discografic de debut, The Fame, și pentru a-și înființa propria echipă creativă, intitulată Haus of Gaga. „LoveGame” a fost compus și produs de Gaga și RedOne. În timpul unui interviu pentru publicația Rolling Stone, cântăreața a explicat faptul că se afla într-un club de noapte și a simțit o „atracție sexuală” pentru cineva. Artista s-a îndreptat către persoana respectivă și i-a rostit fraza „I wanna ride on your disco stick” (ro.: „Vreau să dau o tură pe bățul tău disco”). Considerând a fi o metaforă bine gândită pentru penis, Gaga a mers la studioul de înregistrări în următoarea zi și a compus cântecul în aproximativ patru minute. Solista a avut, de asemenea, idei pentru interpretările live ale melodiei, folosind „un băț real—arată ca o bomboană foarte tare și uriașă—ce se aprinde”.
În ceea ce privește versurile piesei, Gaga a spus în timpul emisiunii australiene Rove că nu a avut remușcări pentru folosirea metaforei „disco stick”, în ciuda faptului că aceasta a dus la interzicerea difuzării videoclipului „LoveGame” pe canalul Network Ten din Australia. Cântăreața a adăugat că metafora nu a fost menită să fie subtilă, fiind deja destul de clar despre ce vorbesc versurile melodiei. „În orice caz, consider că oamenii se comportă inutil de aspru cu mine”, a generalizat Gaga. Aceasta a continuat prin a critica „multă altă muzică pop orientată pentru tineri” ce conține versuri mult mai indecente și provocatoare decât a ei, însă a fost de părere că întregul context al muzicii și videoclipului a fost cel care i-a făcut pe oameni să reacționeze într-un mod neașteptat. „Muzica este în relație cu imaginile, felul în care mă mișc este în relație cu felul în care articulez versurile. Dacă aș fi vrut să fac acel gen de muzică ce îi face pe oameni să cânte «la di da», asta ar fi fost foarte plictisitor”, a concluzionat cântăreața.
„LoveGame” a fost lansat ca cel de-al treilea single în America de Nord și Europa, în timp ce în Australia, Noua Zeelandă și Suedia, piesa a fost cel de-al patrulea single după „Eh, Eh (Nothing Else I Can Say)”. În Statele Unite, cântecul a fost trimis către stațiile radio cu format Contemporary hit radio (CHR) la 12 mai 2009. În Regatul Unit, „LoveGame” a fost inițial planificat drept cel de-al treilea single, însă luând în considerare versurile și videoclipul potențial controversate, s-a hotărât ca „Paparazzi” să fie lansat în schimb. „LoveGame” a primit numeroase versiuni remix, inclusiv una ce include vocea artistului rock Marilyn Manson. Daniel Kreeps de la Rolling Stone a declarat faptul că remix-ul a fost conceput în timpul ședinței foto a artistei din luna mai 2009 pentru revista respectivă, atunci când Manson a ajuns pe platou. Acesta s-a declarat impresionat de ședința foto a lui Gaa, dorind astfel o colaborare pentru „LoveGame”. De asemenea, în semn de recunoștință, Gaga a acceptat să își utilizeze vocea pentru o versiune remix a unui cântec de pe cel de-al șaptelea album de studio a lui Manson, The High End of Low (2009).

## Structura muzicală și versurile
„LoveGame” a fost compus la Studiourile Record Plant din Hollywood, și la Studiourile Chalice Recording, în Los Angeles. Pe lângă producție, RedOne a contribuit și la acompaniamentul vocal, instrumentație, programare, inginerie de sunet și înregistrare. Alte persoane implicate în crearea versiunii finale a piesei au fost Robert Orton, cel care a realizat mixajul audio, și Gen Grimaldi, responsabil pentru masterizarea melodiei la Oasis Mastering, Burbank, California.
Din punct de vedere muzical, „LoveGame” este o piesă synth-pop și electro-R&B cu un tempo rapid. Potrivit lui Kerri Mason de la revista Billboard, compoziția cântecului conține o energie a scenei muzicale din centrul New York-ului, însă cu diverse elemente ce îl fac atractiv publicului și perfect pentru radio, „fără a-și pierde din obscenități și obrăznicie”. „LoveGame” nu are sunet masiv precum cel al single-ului anterior, „Poker Face”, și nici o linie melodică puternică precum single-ul succesiv, „Paparazzi”. În schimb, compoziția cântecului este una electro-R&B, consistând în beat-uri masive și Gaga, repetând cuvântul „huh!” la anumite intervale de timp.
Solista a fost de părere că versurile lui „LoveGame” sunt clare în ceea ce privește semnificația cântecului. Gaga a fost de părere că versurile prezintă mesajul puternic despre dragoste, faimă li sexualitate, teme centrale ale albumului The Fame. Potrivit unei partituri muzicale publicate pe Musicnotes.com de Sony/ATV Music Publisihing, „LoveGame” este compus în tonalitatea Si minor cu un tempo moderat de 104 bătăi pe minute. Vocea artistei variază de la nota Si3 la nota Sol5. Piesa urmărește o progresie de acorduri de La minor–Re minor–Do–La minor–Re minor–Do în primele două versuri și refren, în timp ce progresia din timpul versului intermediar este de La minor–Re minor–La minor–Re minor.

## Recepția criticilor

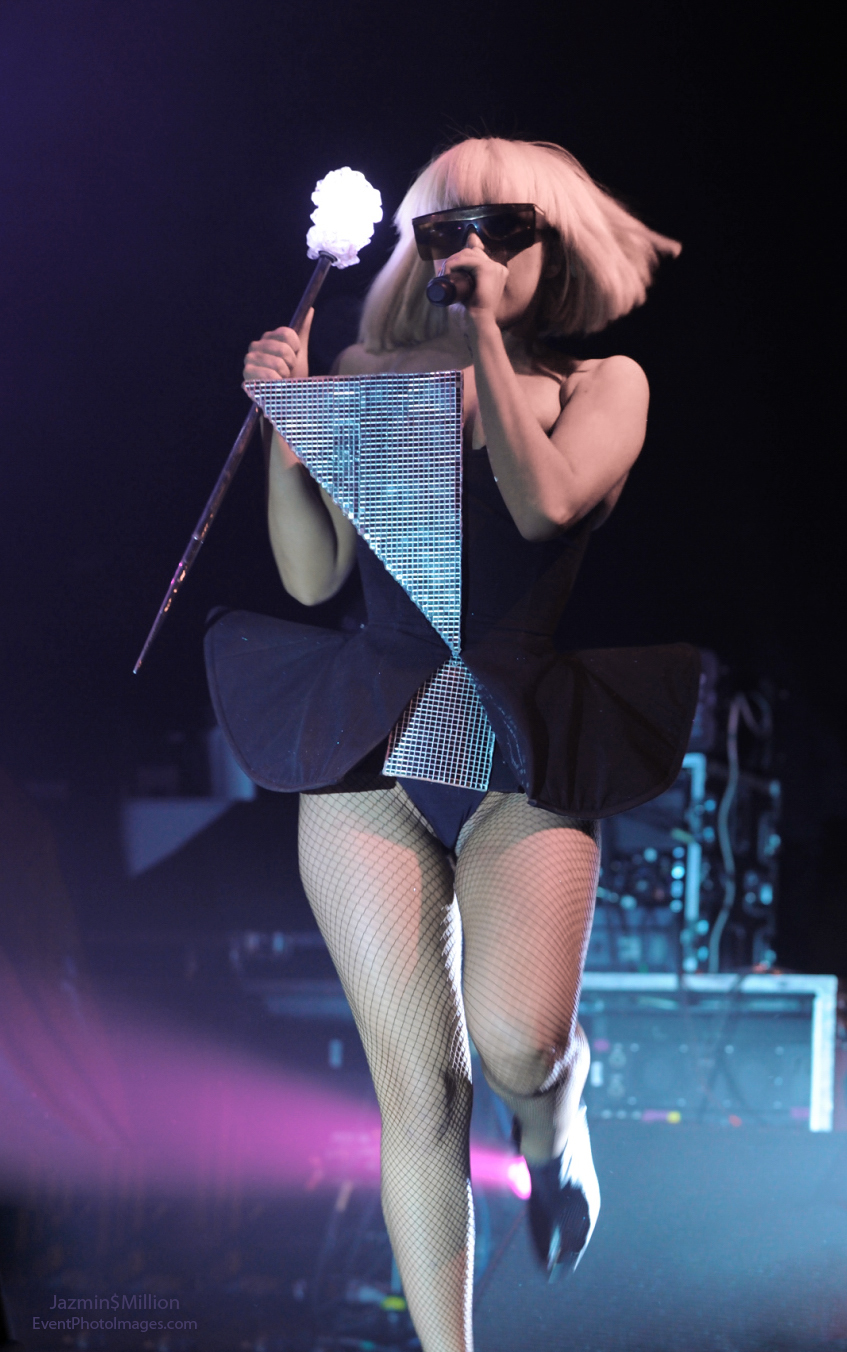
Lady Gaga purtând o rochie neagră cu o formă triunghiulară și ținând în mână bățul disco, în timpul interpretării piesei „LoveGame” în turneul The Fame Ball Tour (2009).

Cântecul a primit, în general, recenzii pozitive din partea criticilor de specialitate. Daniel Borckman, redactor al ziarului The Phoenix, a spus că „Gaga ridică ștacheta în ceea ce privește compunerea de piese captivante” și a comentat versurile, spunând că „«Let's have some fun, this beat is sick / I wanna take a ride on your disco stick» (ro.: «Hai să ne distrăm, ritmul ăsta e amețitor / Vreau să dau o tură pe bățul tău disco») ar putea fi cel mai vulgar și, în același timp, grozav refren pe care l-am auzit la o piesă lansată de o casă de discuri importantă anul acesta.” Sal Cinquemani de la Slant Magazine a criticat piesa pentru versurile sale „ieftine” și „dureros de clare, fără nici o asemănare cu atracția sexuală reală”. În timpul unei recenzii pentru albumul The Fame, BBC a scris că artista sună robotic în versul „I wanna take a ride on your disco stick”, iar cântecul este unul extraordinar, „dându-ne acordul să o premiem pe Gaga cu titlul anual de «superstar pop pentru care ai omorî».”
Nick Levine de la website-ul Digital Spy a fost de părere că versuri precum „I wanna take a ride on your disco stick” sunt motive directe pentru succesul comercial al cântăreței. Deși a opinat că piesa „caută doar atenție”, Levine a mai spus că aceasta va provoca o reacție evidentă din partea publicului, fie bună sau rea. Genevieve Koski de la The A.V. Club a numit „LoveGame” un „propulsiv imn de club”, complimentând sintetizatoarele și programarea tobelor. Acesta a descris conținutul auditiv ca fiind „o amețitoare călătorie sonorică ce aproximează punctul culminant al unei nopți în club, consolidată chimic.” Evan Sawdey de la revista PopMatters a complimentat producția lui RedOne de pe single, listându-l în clasamentul celor mai bune cântece de pe albumul The Fame.
Ben Hogwood de la revista musicOMH a descris melodia drept „de primă calitate și încurstată cu diamante”, iar versurile le-a considerat bizare, în special declarația „I'm on a mission, and it involves some heavy touchin'” (ro.: „Sunt într-o misiune, și implică niște atingeri puternice”). Sarah Rodman de la ziarul The Boston Globe a fost de părere că piesa „are un nivel de vulgaritate destul de mărginaș încărcat de replici sinuoase”. Priya Elan de la ziarul The Times s-a declarat neimpresionat de melodie, numind-o calculată. Chris Williams, redactor al revistei Billboard, a oferit o recenzie pozitivă cântecului, spunând: „Are toate ingredientele câștigătoare întâlnite în [single-urile] precedente: o energie de club/electropop potrivită pentru radio; un ante-refren provocator, dar și îndeajuns de absurd; un strop de sintetizatoare magice în stilul anilor '80, pentru a fi pe placul adulților. În «LoveGame» Gaga dă tot ce poate pentru a câștiga.”
În timpul unei recenzii speciale pentru cea de-a cincea aniversare a albumului The Fame, Bradley Stern de la website-ul Idolator a fost de părere că „LoveGame” ar putea „fi ușor eliminat din catalogul de piese a lui Gaga”, considerându-l „nesemnificativ” și „un simplu cântec electro-dance”. Cu toate acesteam Stern a opinat că „LoveGame” a fost un element important din traiectoria carierei lui Gaga, fiind ultima dovadă a imaginii de „acel pop star căzut din spațiu ce mânuiește un băț disco”—această imagine a fost ulterior demontată cu ajutorul videoclipului piesei „Paparazzi” în care artista joacă rolul unei starlete damnate. Editorul a concluzionat prin a spune că single-ul „este un moment deosebit de frivolitate pop care a servit drept o modalitate ca mașina Lady Gaga impertinentă să meargă înainte la începutul carierei ei.”

## Performanța în clasamentele muzicale

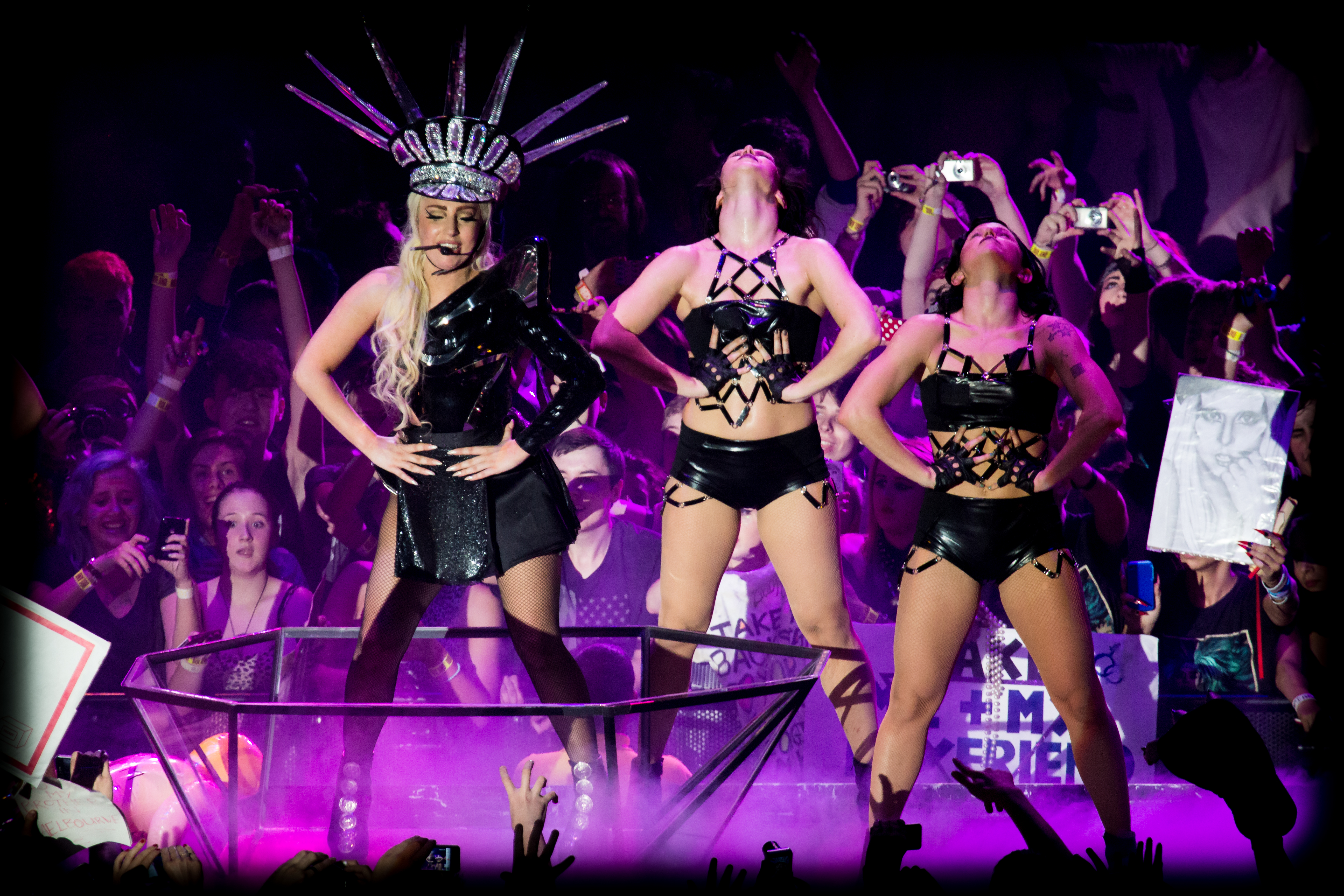
Pentru interpretarea piesei „LoveGame” în timpul turneului Born This Way Ball, Gaga a purtat o pălărie asemănătoare cu Statuia Libertății (2012).

În urma lansării sale, „LoveGame” a debutat pe locul 96 la 4 aprilie 2009 în Billboard Hot 100, însă a părăsit clasamentul în următoarea săptămână. După șase săptămâni, piesa a ajuns pe locul șase datorită celor 107.000 de exemplare digitale vândute, fiind cel mai bine vândut single digital al săptămânii respective. Două săptămâni mai târziu, „LoveGame” s-a clasat pe locul cinci. Melodia a ajuns pe locul unu în topul Hot Dance Club Songs și a fost, de asemenea, cel de-al treilea single consecutiv al artistei care să se claseze în fruntea topului Mainstream Top 40. Recording Industry Association of America (RIAA) a premiat cântecul cu două discuri de platină datorită celor peste două milioane de copii expediate de-a lungul Statelor Unite. Până în februarie 2018, „LoveGame” s-a vândut în 2.66 milioane de exemplare digitale potrivit datelor furnizate de Nielsen Soundscan.
În Canada, melodia a debutat în clasamentul Canadian Hot 100 pe locul 68, înainte de lansarea oficială ca single. Cea de-a doua apariție în top a avut loc la 10 ianuarie 2009, pe locul 87. După câteva săptămâni, „LoveGame” a ajuns în top 10, clasându-se pe locul cinci. Piesa a început să coboare treptat timp de câteva săptămâni, însă a obținut ulterior o nouă poziție maximă, locul doi. Cântecul a primit două discuri de platină din partea Canadian Recording Industry Association (CRIA) în luna iunie a anului 2009 pentru cele peste 160.000 de exemplare digitate vândute
În Australia, piesa a debutat pe locul 92 în topul ARIA Charts, urcând în următoarea săptămână pe locul 41. La 11 mai 2009, melodia a ajuns pe locul patru, devenind cel de-al treilea șlagăr de top cinci al solistei. „LoveGame” a primit discul de platină din partea Australian Recording Industry Association (ARIA) pentru cele peste 70.000 de copii expediate. În Noua Zeelandă, single-ul a debutat pe locul 36 și s-a clasat ulterior pe locul 12, primind, de asemenea, discul de aur din partea Recorded Music NZ (RMNZ) datorită celor 7.500 de exemplare vândute. La 6 martie 2009, melodia a apărut în ierarhia Irish Singles Chart pe locul 49, iar opt săptămâni mai târziu a ajuns pe locul 30. De asemenea, aceasta a debutat pe locul 19 în Finalnda, poziționându-se ulterior pe locul 12.
La începutul anului 2009, „LoveGame” a apărut în clasamentul UK Singles Chart pe locul 89 datorită vânzărilor digitale. În urma lansării oficiale drept single, cântecul a reintrat pe locul 64 și a ajuns pe locul 19, fiind cel mai slab clasat single al artistei la acea vreme. Asociația British Phonographic Industry (BPI) au acordat piesei discul de argint pentru depășirea pragului de 200.000 de copii vândute. În Olanda melodia a debutat pe locul 28 și a urcat mai târziu pe locul cinci. De asemenea, „LoveGame” a debutat pe locul șase în Franța și a ajuns pe locul cinci în următoarea săptămână. În Belgia, cântecul a ocupat locul șase în regiunea Flandra, și locul cinci în regiunea Valonia. Piesa a ajuns pe locul șapte în ierarhia European Hot 100 Singles compilată de revista Billboard.

## Videoclipul

### Informații generale
„«LoveGame» este un videoclip autentic despre viața din New York. Are acel farmec și strălucire de «gay, negru New York,» și de incluziune [...] Mi-am dorit cu adevărat să o scot la suprafață pe genul de fată care eram acum patru ani, și am vrut să pun totul într-un montaj de metrou subteran. Am lucrat cu Joseph Kahn, iar el a făcut o treabă nemaipomenită. El nu a surprins doar ținutele; el a surprins artistul.” 
Videoclipul muzical al cântecului „LoveGame” a fost regizat de Joseph Kahn și a avut premiera la 23 martie 2009 în Australia, în timp ce premiera din Regatul Unit a avut loc la 13 august 2009, pe canalul 4Music. Clipul se desfășoară în principal într-o stație de metrou, astfel că numeroase scene au stârnit comparații cu videoclipul piesei „Bad” lansat de Michael Jackson, filmat într-o locație similară. Videoclipurile cântecelor „Love Game” și „Eh, Eh (Nothing Else I Can Say)” au fost filmate în mod concomitent în zilele de 9 și 10 ianuarie 2009, într-un depozit din portul Los Angeles. În ciuda faptului că a fost filmat în Los Angeles, videoclipul are un montaj similar cu New York City.
În timpul unui episod „Behind the Scenes” alături de Whitney Pastorek pentru revista Entertainment Weekly, Gaga a discutat despre sursele de inspirație din spatele clipului. Artista a spus că și-a dorit ca scenele de dans să fie „uriașe”, descriind videoclipul drept „plastic, frumos, minunat, nădușit”. Bărbați ce arată înfricoșător și periculos apar, de asemenea, în clip. Gaga a planificat ca ea și co-actorii săi să joace rolul unor locuitori din New York, preluând rolul de designeri, artiști performance, dansatori, etc. Cântăreața a cooptat oameni din centrul New York-ului drept dansatori care, în mod normal, nu ar apărea într-un videoclip muzical.
Unul dintre accesoriile create pentru clip a fost o pereche de ochelari realizată din sârmă. Potrivit lui Gaga, ea și-a imaginat „un copil șmecher din centru care merge pe stradă cu amicii lui, apucă un patent, și își face o pereche de ochelari din soare dintr-un gard de pe stradă”. Solista i-a purtat în prima scenă din videoclip, alături de o glugă din lanțuri împletite, spunând că „arată atât de aspru. Ca și cum i-aș fi smuls direct dintr-un gard și i-am pus pe față”.

## Ordinea pieselor pe disc și formate
| - Single iTunes distribuit în Australia 1. „LoveGame” – 3:33 2. „LoveGame (Robots to Mars Remix)” – 3:13 - 7-inch Vinil (Ediție limitată), distribuit în Regatul Unit 1. „LoveGame” – 3:32 2. „LoveGame (Space Cowboy Remix)” – 3:20 - LoveGame (Chew Fu GhettoHouse Fix) single iTunes 1. „LoveGame (Chew Fu GhettoHouse Fix) [feat. Marilyn Manson]” – 5:20 - Remix EP distribuit pe iTunes în Regatul Unit 1. „LoveGame” – 3:37 2. „LoveGame (Chew Fu GhettoHouse Fix) [feat. Marilyn Manson]” – 5:20 3. „LoveGame (Space Cowboy Remix)” – 3:20 4. „LoveGame (Party Rock Remix)” [feat. LMFAO] – 3:33 5. „LoveGame (Jody den Broeder Club Remix)” – 6:27 6. „LoveGame (Music Video Version)” – 3:44 - Remix single distribuit pe iTunes în Statele Unite și Canada 1. „LoveGame (Dave Audé Radio Edit)” – 3:32 2. „LoveGame (Space Cowboy Remix)” – 3:20 3. „LoveGame (Robots to Mars Remix)” – 3:13 | - Versiuni remix distribuite pe iTunes în Australia și Franța 1. „LoveGame” – 3:32 2. „LoveGame (Dave Audé Radio Edit)” – 3:32 3. „LoveGame (Jody den Broeder Radio Edit)” – 3:53 4. „LoveGame (Space Cowboy Remix)” – 3:20 5. „LoveGame (Robots to Mars Remix)” – 3:13 6. „LoveGame (Dave Audé Club Remix)” – 8:35 7. „LoveGame (Jody den Broeder Club Remix)” – 6:28 - CD single «The Remixes» distribuit în Germania 1. „LoveGame (Chew Fu GhettoHouse Fix) [feat. Marilyn Manson]” – 5:20 2. „LoveGame (Robots to Mars Remix)” – 3:12 3. „LoveGame (Space Cowboy Remix)” – 3:20 4. „LoveGame (Jody den Broeder Club Remix)” – 6:27 5. „LoveGame (Dave Audé Club Remix)” – 8:35 6. „LoveGame (Chester French Remix)” – 3:15 7. „LoveGame” – 3:31 - CD single distribuit în Regatul Unit 1. „LoveGame” – 3:37 2. „LoveGame (Chew Fu GhettoHouse Fix) [feat. Marilyn Manson]” – 5:20 |

## Acreditări și personal
- Lady Gaga –  voce principală, textier, acompaniament vocal
- RedOne – textier, producător, acompaniament vocal, instrumentație, programare, inginer de sunet, înregistrare la Studiourile Record Plant, Hollywood și Studiourile Chalice Recording, Los Angeles, California
- Robert Orton – mixare audio
- Gene Grimaldi – masterizare la Oasis Mastering, Burbank, California

Persoanele care au lucrat acest cântec sunt preluate de pe broșura albumului The Fame.

## Prezența în clasamente
| Țară (clasament 2009)                              | Poziția maximă | Referință |
| -------------------------------------------------- | -------------- | --------- |
| Australia (ARIA)                                   | 4              | [ 39 ]    |
| Austria (Ö3 Austria)                               | 6              | [ 67 ]    |
| Belgia (Ultratop 50 Flandra)                       | 6              | [ 50 ]    |
| Belgia (Ultratop 50 Valonia)                       | 5              | [ 51 ]    |
| Canada (Canadian Hot 100)                          | 2              | [ 37 ]    |
| Canada (CHR/Top 40)                                | 2              | [ 68 ]    |
| Canada (Hot AC)                                    | 2              | [ 69 ]    |
| Cehia (Rádio Top 100)                              | 10             | [ 70 ]    |
| Elveția (Swiss Hitparade)                          | 15             | [ 71 ]    |
| Europa (European Hot 100 Singles)                  | 7              | [ 52 ]    |
| Finlanda (Suomen virallinen lista)                 | 12             | [ 45 ]    |
| Franța (SNEP)                                      | 5              | [ 49 ]    |
| Germania (Official German Charts)                  | 7              | [ 72 ]    |
| Irlanda (IRMA)                                     | 30             | [ 44 ]    |
| Israel (Media Forest)                              | 6              | [ 73 ]    |
| Noua Zeelandă (RMNZ)                               | 12             | [ 41 ]    |
| Olanda (Dutch Top 40)                              | 5              | [ 48 ]    |
| Olanda (Single Top 100)                            | 27             | [ 74 ]    |
| Regatul Unit (OCC)                                 | 19             | [ 75 ]    |
| România (Romanian Top 100)                         | 23             | [ 76 ]    |
| România (Media Forest — «Radio»)                   | 15             | [ 77 ]    |
| Scoția (OCC)                                       | 5              | [ 78 ]    |
| Slovacia (Rádio Top 100)                           | 10             | [ 79 ]    |
| Suedia (Sverigetopplistan)                         | 12             | [ 80 ]    |
| Statele Unite ale Americii (Billboard Hot 100)     | 5              | [ 81 ]    |
| Statele Unite ale Americii (Adult Top 40)          | 23             | [ 82 ]    |
| Statele Unite ale Americii (Dance Club Songs)      | 1              | [ 83 ]    |
| Statele Unite ale Americii (Hot R&B/Hip-Hop Songs) | 91             | [ 84 ]    |
| Statele Unite ale Americii (Mainstream Top 40)     | 1              | [ 85 ]    |
| Statele Unite ale Americii (Rhytmic)               | 7              | [ 86 ]    |
| Ungaria (Single Top 40)                            | 4              | [ 87 ]    |

| Țară (clasament 2009)                          | Poziția maximă | Referință |
| ---------------------------------------------- | -------------- | --------- |
| Australia (ARIA)                               | 39             | [ 88 ]    |
| Austria (Ö3 Austria)                           | 39             | [ 89 ]    |
| Belgia (Ultratop 50 Flandra)                   | 30             | [ 90 ]    |
| Belgia (Ultratop 50 Valonia)                   | 49             | [ 91 ]    |
| Canada (Canadian Hot 100)                      | 13             | [ 92 ]    |
| Elveția (Swiss Hitparade)                      | 89             | [ 93 ]    |
| Europa (European Hot 100 Singles)              | 46             | [ 94 ]    |
| Franța (Official German Charts)                | 33             | [ 95 ]    |
| Olanda (Dutch Top 40)                          | 55             | [ 96 ]    |
| Regatul Unit (OCC)                             | 110            | [ 97 ]    |
| Suedia (PROMUSICAE)                            | 53             | [ 98 ]    |
| Statele Unite ale Americii (Billboard Hot 100) | 35             | [ 99 ]    |
| Statele Unite ale Americii (Dance Club Songs)  | 26             | [ 100 ]   |
| Statele Unite ale Americii (Mainstream Top 40) | 22             | [ 101 ]   |

## Vânzări și certificări
| \| Țara \| Vânzări/ puncte \| Certificare \| Referințe \| \| --------------------------------- \| --------------- \| ----------- \| --------- \| \| Australia (ARIA) \| +70.000 \| \| [40] \| \| Canada (Music Canada) \| +80.000 \| \| [38] \| \| Noua Zeelandă (RMNZ) \| +7.500 \| \| [42] \| \| Regatul Unit (BPI) \| +200.000 \| \| [47] \| \| Statele Unite ale Americii (RIAA) \| +2.660.000 \| \| [32][33] \| | Note - reprezintă „disc de argint”; - reprezintă „disc de aur”; - reprezintă „disc de platină”; - reprezintă „dublu disc de platină”; - reprezintă „triplu disc de platină”. |             |               |
| Țara | Vânzări/ puncte | Certificare | Referințe     |
| Australia (ARIA) | +70.000 |             | [ 40 ]        |
| Canada (Music Canada) | +80.000 |             | [ 38 ]        |
| Noua Zeelandă (RMNZ) | +7.500 |             | [ 42 ]        |
| Regatul Unit (BPI) | +200.000 |             | [ 47 ]        |
| Statele Unite ale Americii (RIAA) | +2.660.000 |             | [ 32 ] [ 33 ] |

## Datele lansărilor
| Țară                       | Dată               | Format                            |
| -------------------------- | ------------------ | --------------------------------- |
| Franța                     | 23 martie 2009     | Descărcare digitală               |
| Canada                     | 24 martie 2009     | Descărcare digitală               |
| Statele Unite ale Americii | 31 martie 2009     | Descărcare digitală               |
| Statele Unite ale Americii | 12 mai 2009        | Difuzare radio CHR/Top 40         |
| Statele Unite ale Americii | 12 mai 2009        | Descărcare digitală – The Remixes |
| Statele Unite ale Americii | 9 iunie 2009       | CD single – The Remixes           |
| Germania                   | 26 iunie 2009      | CD single – The Remixes           |
| Franța                     | 11 mai 2009        | CD single – The Remixes           |
| Regatul Unit               | 21 septembrie 2009 | CD single – The Remixes           |